# Słoboda (rejon konotopski)
Słoboda (ukr. Слобода) – wieś na Ukrainie, w obwodzie sumskim, w rejonie konotopskim. W 2001 liczyła 3056 mieszkańców, spośród których 2956 wskazało jako ojczysty język ukraiński, 74 rosyjski, 2 mołdawskim, 1 bułgarskim, 6 białoruski, a 17 inny.